# Moritz av Oranien
Moritz av Oranien (Nederländska: Maurits van Oranje och Maurits van Nassau) (14 november 1567 – 23 april 1625), prins av Oranien (1618–1625) son till Vilhelm I av Oranien och Anna av Sachsen, var född på slottet Dillenburg. Innan han övertog prinstiten Oranien vid sin äldre brors Filip Vilhelms död 1618 kallades han Moritz av Nassau.
Moritz var fältherre och nederländsk ståthållare från 1585. Han blev överbefälhavare 1590 i det Nederländska befrielsekriget mot Spanien, och han visade sig vara en mycket framgångsrik militär ledare, och tillfogade den spanska hären flera svidande nederlag. Vid 1600-talets början hade hans styrkor skaffat sig kontroll över så gott som alla de provinser som i dag utgör dagens Nederländerna.
Men hans försök att utsträcka kontrollen över de södra provinserna (dagens Belgien) misslyckades dock, som kom att förbli under spansk kontroll. Moritz av Oranien har nog mest blivit känd som en nydanare inom krigskonsten, då han lät införa små och lättrörliga förband, i vilket samverkan dem emellan kom att bli det centrala. Moritz taktik vidareutvecklades senare av Gustav II Adolf. Även inrikespolitisk var Moritz dominant.
Efter konflikten med Johan van Oldenbarnevelt var han fram till sin död Nederländernas egentliga styresman. Moritz efterträddes av sin halvbror Fredrik Henrik.

## Biografi
När hans far 1585 lönnmördades under sin kamp mot Spanien för Nederländernas frihet använde sig det fosterländska partiets män (Jan van Oldenbarnevelt m. fl.) av den 17-årige Morits lysande namn och gav honom första platsen i ett statsråd, som tills vidare fick högsta ledningen av kriget till lands och sjöss. Moritz utnämndes också till generalamiral. I november 1585 valde provinserna Zeeland och Holland honom till ståthållare och generalkapten, och 1590 blev han ståthållare i provinserna Utrecht och Over-Ijssel.

### I fält
Moritz första uppträdande i fält, belägringen av fästningen Geertruidenbergs (1589), lyckades ej, men sedan han fått tid att utbilda och drilla sin visserligen fåtaliga, men rikligt försedda här, tog kriget en annan vändning. 1590 fick han provinsernas samtycke att gå till anfall. Han befriade provinsen Gelderland, och blev dess ståthållare i augusti 1591. Han lyckades väl mot den store härföraren Alexander Farnese, som annars vid denna tid var sysselsatt i Frankrike, och erövrade den starka fästningen Hulst i Flandern. 1594 togs Groningen, och vid samma års slut var de sju förenade provinserna mestadels rensade från spanjorer. Kriget hade väckt Europas beundran för Moritz och nederländarnas krigskonst. I synnerhet genom de framgångsrika belägringarna. Av Moritz bedrifter under den följande tiden må nämnas det lysande kavallerianfallet vid Turnhout (januari 1597) och segern i Flandern på dynerna vid Nieuwpoort (2 juli 1600) över ärkehertig Albrekt av Österrike.

### I politiken
Fast Moritz hade den högsta verkställande makten följde han länge i politiska frågor villigt de holländska statsmännens ledning, nöjd med högsta befälet över armén. Men efter att vapenstillestånd 1609 ingåtts med Spanien kände Moritz med sig, att han vid sidan av sådana statsmän som Hollands landsadvokat Oldenbarnevelt m. fl. spelade en underordnad roll i den politisk-religiösa strid, som då fördes inom de förenade provinserna. Brytningar uppstod mellan honom och Oldenbarnevelt. Fienderna till Oldenbarnevelt och den av honom ledda mäktiga provinsen Hollands övervikt inom unionen samlades kring Moritz. Särskilt sympatiserade han genom sin uppfostran med de stränga kalvinisterna, vilkas fordran på upphävande av den världsliga styrelsens övertag över kyrkan och på införande av en nationalsynod mötte ett bestämt motstånd hos de ledande männen inom provinsen Holland, som tillhörde de mindre skarpt utpräglade kalvinisterna (remonstranterna). Moritz iakttog dock länge en tillbakadragen hållning i den allt häftigare flammande religiösa fejden. Slutligen, när han inom generalstaterna (förbundsförsamlingen) fann en överväldigande majoritet mot remonstranterna, använde han sig av den lånktgående makt, som generalstaterna givit honom, och lät i augusti 1618 fängsla Oldenbarnevelt, Hugo Grotius m. fl. Det segrande partiet gav sin förföljelselust fria tyglar. Oldenbarnevelt halshöggs 1619, och Moritz som trodde på hans skuld, åsåg känslolöst ett justitiemord på den, som en gång skapat hans lysande ställning. Moritz var nu så gott som oinskränkt herre i republiken, men han gjorde inget försök att bota de inre missförhållanden, som landet led av. Stilleståndet med Spanien tog slut och kriget blossade upp igen, men hans militäriska verksamhet var i det obetydlig. Han avled ogift 1625 och hans ställning ärvdes av brodern Fredrik Henrik.